# Nemacheilus fasciatus
Nemacheilus fasciatus és una espècie de peix de la família dels balitòrids i de l'ordre dels cipriniformes que es troba a Indonèsia (Sumatra i Java).
Els mascles poden assolir els 7,4 cm de longitud total.